# برایان آلدیس
برایان ویلسون آلدیس (به انگلیسی: Brian Wilson Aldiss) (زاده ۱۸ اوت ۱۹۲۵ - درگذشته ۱۹ اوت ۲۰۱۷) از بزرگترین نویسندگان داستان‌های علمی ـ تخیلی در قرن بیستم بود که با آثار گوناگون و ارزشمند ادبی که منتشر کرد، بارها و بارها استادی خود را در این نوع از روایتگری به اثبات رساند.
دارندهٔ «نشان سلطنتی انگلستان» (OBE) و نویسندهٔ جریان اصلی و سبک علمی-تخیلی بود وی که از هواداران و تحت تأثیر هربرت جرج ولز است، رئیس انجمن بین‌المللی هربرت جرج ولز هم بود.
وی نویسندهٔ داستان کوتاه ابراسباب‌بازی‌ها تمام تابستان دوام می‌آورند بود که منبع الهام استیون اسپیلبرگ برای ساخت فیلم هوش مصنوعی بود.

## زندگی‌نامه
برایان ویلسون آلدیس در ۱۸ اوت ۱۹۲۵ در دورهام، نورفک در انگلستان به دنیا آمد. آلدیس اولین داستان علمی تخیلی خود را به نام «مسابقه جنایی» در سال ۱۹۵۴ و اولین داستان بلند خود را به نام «سفر یکسره» در سال ۱۹۵۸ منتشر کرد. او با این اثر موفق شد جایزه با استعدادترین نویسندهٔ جوان کتاب‌های علمی ـ تخیلی را در همایش جهانی نویسندگان این نوع آثار، که در سال ۱۹۵۹ در انگلیس برگزار شد، از آنِ خود کند. سه سال بعد، او با عرضه رمان جدید خود به نام خانه داغ بار دیگر توجه و تشویق منتقدان و خوانندگان را برانگیخت. یکی از نقاط قوت، والبته به تعبیر برخی از منتقدان یکی از نقاط ضعف آلدیس، تنوع گونه‌های ادبی و شیوهٔ روایتگری است که او در آثار خود از آنها بهره می‌گیرد، زیرا این تنوع برای برخی از طرفدارانش چندان هم خوشایند نیست. در سال ۱۹۶۵ بنگاه انتشاراتی «گری برد» یکی از بهترین رمان‌های او را منتشر کرد. در این داستان علمی ـ تخیلی نسل بشر بر اثر یک حادثه عقیم می‌شود و امکان تولید مثل از بین می‌رود. پس از این رمان موفق، آلدیس در یک مجله علمی ـ تخیلی به نام New World به عنوان نویسنده و مقاله‌نویس سرگرم کار شد. نقدهای او و داستان‌های کوتاهی که در مجله چاپ می‌کرد، بر موفقیت او افزود. آلدیس در سال ۱۹۷۳، کتاب «فرانکنشتاین رها شده» را منتشر کرد. مری شلی (خالق اثر معروف فرانکشتاین)، شخصیت اصلی این کتاب است که در زمان و مکان سفر می‌کند.
آلدیس در طول موفقیت کاری اش به عنوان یک نویسنده، همواره به عنوان مبتکری دارای افکار تازه و خلاق شناخته شده‌است. هستهٔ اصلی کتاب‌های او عدم جاودانگی انسان است. این عدم جاودانگی روح انسان را آزرده خاطر می‌کند. همین امر باعث شد تا برخی تصور کنند در کتاب‌های او رگه‌هایی از یأس و ناامیدی وجود دارد، در حالی که انسان چه بخواهد و چه نخواهد می‌میرد. آلدیس تاکنون ده‌ها داستان کوتا و بلند منتشر کرده‌است و همچنین ۵ کتاب غیر داستانی نوشته‌است.
وی در ساعات اولیه یک‌شنبه ۲۰ اوت ۲۰۱۷ در سن ۹۲ سالگی در خانه خود در آکسفورد درگذشت.

## داستان‌های کوتاه
- Space, Time and Nathaniel (1957), collected short fiction — all of his science fiction published to date, including "T", his first published story, and "Not For an Age" (thirteen stories) plus one story hurriedly written to fill out the volume[citation needed] فضا، زمان و ناتانیل
- The Canopy of Time (1959), US title Galaxies like Grains of Sand, collected short fiction (US format slightly different) سایبان زمان
- The Airs of Earth (1963), US title Starswarm, collected short fiction هواهای زمین
- Best SF stories of Brian Aldiss (1965); US title But who can replace a Man?' چه کسی می‌تواند جایگزین بشر بشود؟
- Last Orders and Other Stories (۱۹۷۷) آخرین سفارش‌ها
- A Tupolev too Far (۱۹۹۴) توپولوف در دور دست
- بدن‌های خارجی
- مزرعه نفرین شده (برنده جایزه نوبلا در سال ۱۹۶۵)

## فهرست جوایز برایان آلدیس
- جایزه هوگو (۱۹۶۲)
- جایزه نبولا